# Кабак (Турция)
Каба́к (тур. Kabak) — небольшое поселение в Турции, в районе Фетхие, окраина Фаральи. Ближайшее крупное поселение — Узунюрт (тур. Uzunyurt). Через Кабак проходит туристический маршрут Ликийская тропа.
Расположен на берегу Средиземного моря у подножия Западного Тавра. В Кабаке есть несколько бунгало, кемпинги, магазин.

## Пляж Кабак
В месте, где каньон Кабак врезается в побережье, образовался пляж Кабак и одноименная бухта. Пляж Кабак считается диким из-за труднодоступности. На него ведут только пешие тропы, дорогу проложить нельзя из-за сложного рельефа спуска к воде.
Пляж песчано-галечный, море чистое, голубого цвета. Место популярно у пеших туристов с Ликийской тропы и свободных путешественников из-за тишины и наличия удобных кемпингов. Можно набрать пресную воду, которую надо фильтровать перед употреблением или кипятить.
В 2,5—3 часах пешего пути от бухты Кабак находится еще одна достопримечательность Ликийской тропы — Долина Бабочек.